# Мемуари Тата Мумі-троля
Мемуари тата Мумі-троля (швед. Muminpappas memoarer) — дитяча фантастична збірка казок «Mumintrollen» написана фінською письменницею Туве Янссон та була вперше опублікована 1950 року шведською мовою.
Збірка поділена на три частини, кожна з них (крім другої), ще на три історії. Кожна із них видавалися окремо.
Ці частини показують тата Мумі-троля як мислителя і батька, який, попри всі труднощі, прагне знайти гармонію в житті.

## Перша книга
Поділена на три частини:
1. Маленькі тролі і велика повінь;
2. Комета прилітає;
3. Капелюх чарівника.

Короткий опис книги:
Втеча з дому, Тато Мумі-троль починає свою розповідь про життя в родині Мумі-тролів. Він згадує про своє дитинство, сім'ю та важливі події, які стали основою для його відчуття відповідальності та бажання досліджувати світ. Він також розповідає про перші труднощі та пригоди, які стали важливою частиною його життєвого шляху.

## Друга книга
Поділена на дві частини:
1. Небезпечне літо;
2. Зима-чарівниця.

Короткий опис книги: Тут тато Мумі-троль поглиблює свої спогади про становлення своєї особистості та сім'ї. Він розповідає про те, як його родина зустріла нові виклики, зокрема відносини з іншими персонажами світу Мумі-долини. У цій частині також піднімається питання балансу між свободою і обов'язками, адже тато Мумі-троль прагне бути добрим батьком і підтримкою для своїх дітей.

## Третя книга
Поділена на три частини:
1. Невидиме дитятко;
2. Тато і море;
3. Наприкінці листопада.

Короткий опис книги: У фінальній частині тато Мумі-троль звертається до більш глибоких тем, таких як пошук сенсу життя, внутрішній розвиток та зміни, які відбуваються в суспільстві. Він розмірковує про свою роль у світі та намагається передати свої міркування та цінності наступним поколінням. Це завершує його розповідь, надаючи читачам можливість замислитися над власним життям та обов'язками.